# Grand Prix automobile de France 1964
GP précédent GP suivant
Le Grand Prix de France 1964 (Le Grand Prix de l'A.C.F.), disputé sur le circuit de Rouen-les-Essarts le 28 juin 1964, est la cent-vingt-cinquième épreuve du championnat du monde de Formule 1 courue depuis 1950 et la quatrième manche du championnat 1964.

## Contexte avant la course

### Le championnat du monde
Depuis 1961, la Formule 1 suit la réglementation 1 500 cm3 (dérivée de l'ancienne Formule 2 de la période 1957 à 1960). Initialement prévue pour une période de trois ans, la formule a été prolongée de deux années supplémentaires par la Commission sportive internationale, garantissant la stabilité technique jusqu'à fin 1965. La réglementation s'appuie sur les points suivants :
- interdiction des moteurs suralimentés
- cylindrée minimale : 1 300 cm3
- cylindrée maximale : 1 500 cm3
- poids minimal : 450 kg (à sec)
- double circuit de freinage obligatoire
- arceau de sécurité obligatoire (le haut du cerceau devant dépasser le casque du pilote)
- démarreur de bord obligatoire
- carburant commercial
- ravitaillement en huile interdit durant la course

Dominateur en 1963, Jim Clark est à nouveau favori cette saison, le champion écossais étant en tête du championnat après avoir successivement remporté les Grands Prix Pays-Bas et de Belgique sur sa Lotus. Vainqueur sur sa BRM de la manche inaugurale à Monaco, Graham Hill, son principal adversaire, compte six points de retard sur le champion sortant.

### Le circuit

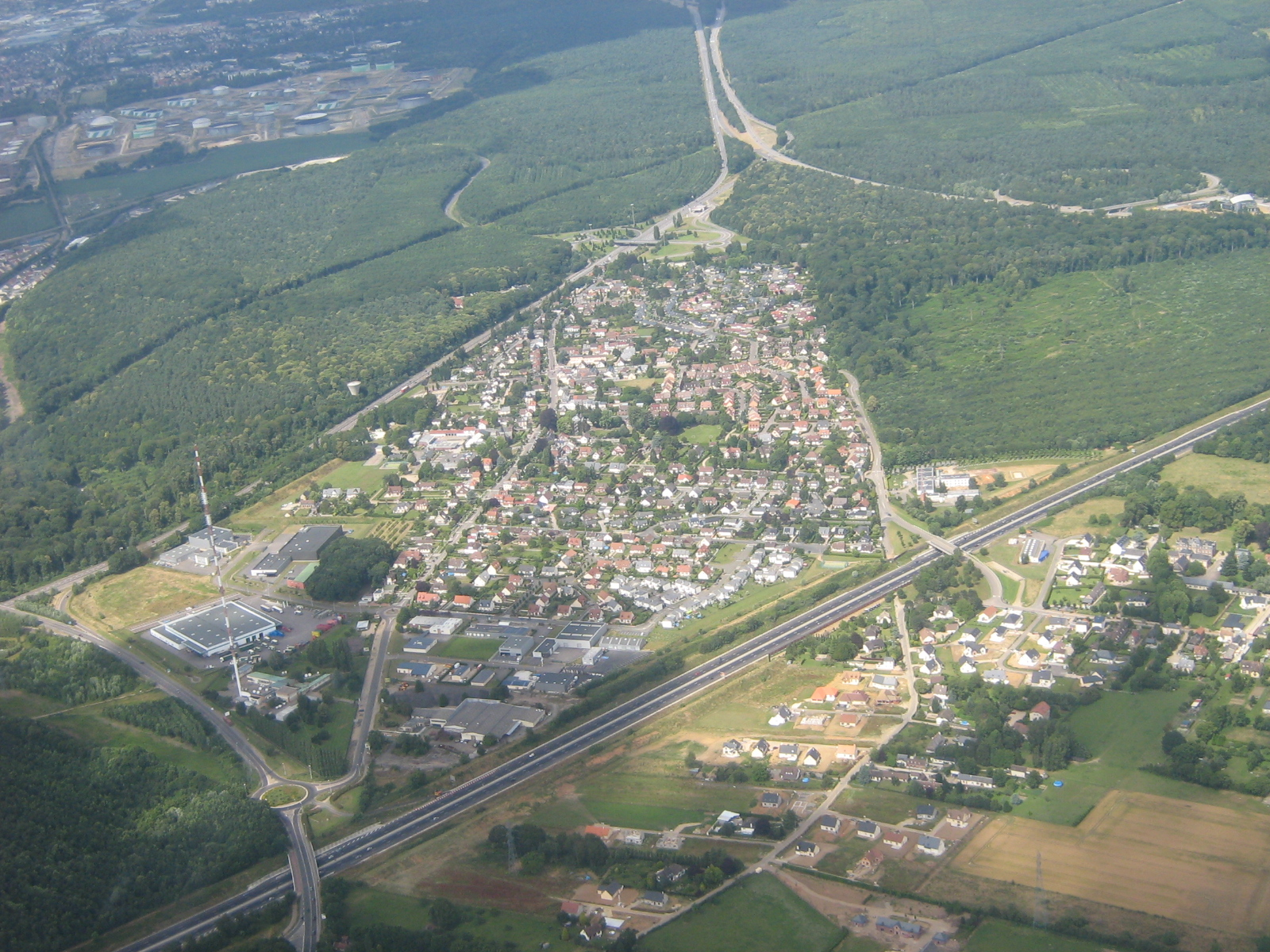
Vue récente du hameau des Essarts (en bas à gauche, enjambant l'autoroute, la D938, empruntée par l'ancien circuit).

Le circuit routier de Rouen-les-Essarts fut inauguré en juillet 1950 pour l'organisation d'une course de Formule 3 et d'une course de voitures de sport. D'une longueur initiale de 5,1 kilomètres, le circuit fut rapidement modernisé par la construction de grandes tribunes et de nouveaux stands. En 1955, le tracé fut rallongé de près d'un kilomètre et demi, la nationale 138 faisant désormais la liaison entre la D132 et la D938. Souvent surnommé « le petit Spa » de par son relief et son cadre, il comporte de très belles courbes, comme le difficile virage des Six Frères dans l'impressionnante descente vers le hameau du Nouveau Monde, et exige une parfaite maîtrise de pilotage. Auteur sur sa BRM d'un tour à 172 km/h de moyenne lors de l'édition 1962 du Grand Prix de l'ACF, Graham Hill est pour l'heure le recordman de la piste.

## Monoplaces en lice
- Lotus 25 & 33 "Usine"

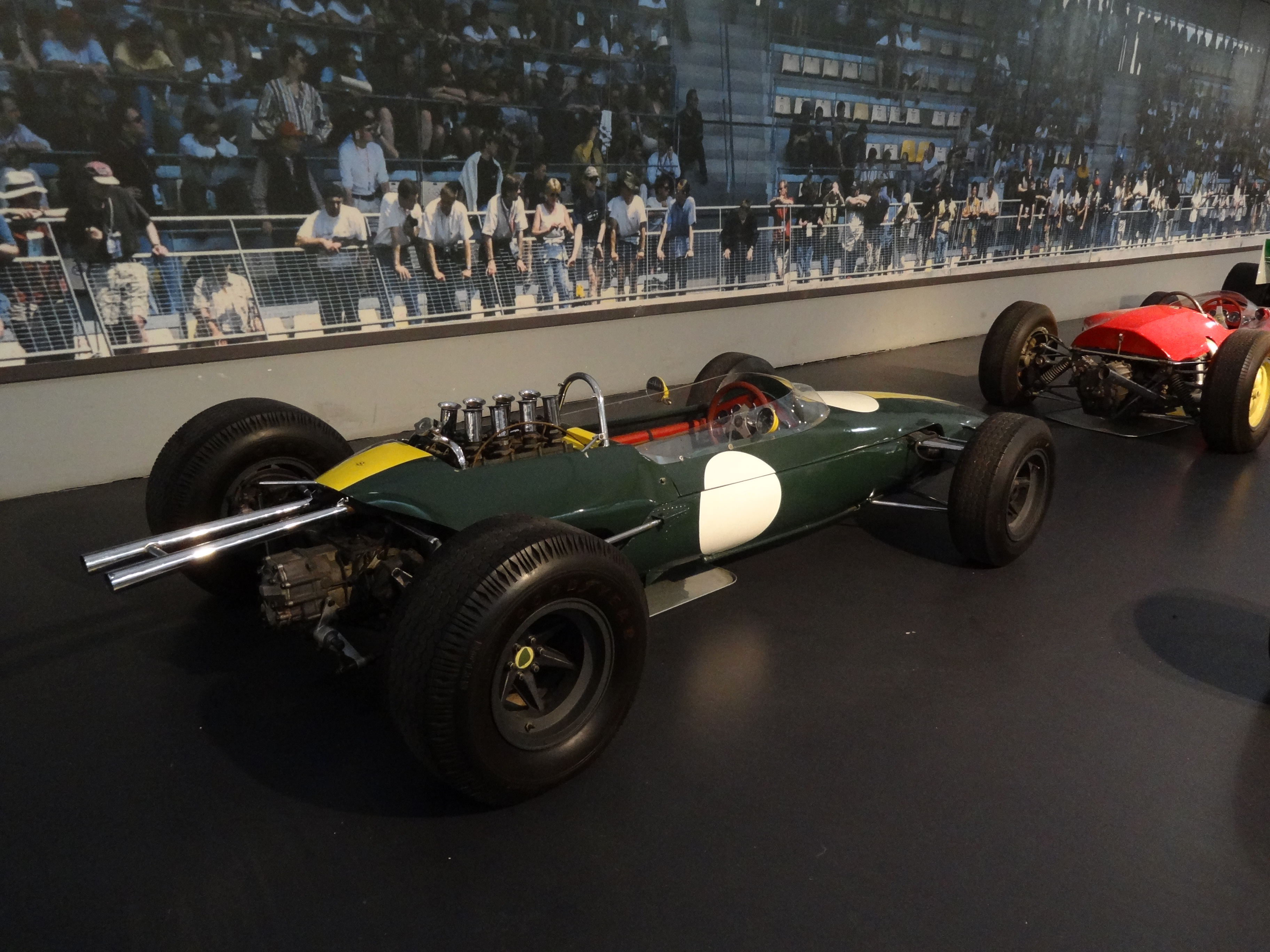
Simple évolution de la Lotus 25, la Lotus 33 est pratiquement identique à sa devancière.

Le Team Lotus dispose des mêmes monoplaces que deux semaines plus tôt en Belgique, Jim Clark pouvant choisir entre la récente 33 et sa 25, cette dernière étant désormais équipée des mêmes ancrages de suspension que la nouvelle. Il est presque impossible de distinguer les deux modèles, la 33 étant à peine plus effilée que la dernière version de la 25, en configuration C. Peter Arundell pilote quant à lui son habituelle 25B, avec attaches de suspension arrière non modifiées. Les trois voitures, à structure monocoque, sont équipées d'un moteur V8 Coventry Climax FWMV à injection (205 chevaux à 9600 tr/min) et d'une boîte de vitesses ZF à cinq rapports et pèsent 455 kg à vide.
- Lotus 25 privées

Tim Parnell aligne deux Lotus 25 à moteur V8 BRM (200 chevaux) et boîte cinq vitesses Hewland pour Chris Amon et Mike Hailwood. Ce dernier doit cependant participer au Grand Prix moto des Pays-Bas à Assen le samedi, dont les essais ont lieu le même jour que la première séance qualificative du Grand Prix de l'ACF. Il sera remplacé à cette occasion par l'Américain Peter Revson.
- BRM P261 "Usine"

Comme à Spa, l'équipe BRM a amené trois P261 à structure monocoque pour Graham Hill et Richie Ginther, la troisième voiture servant de mulet. Le châssis et toute la partie mécanique ont été conçus sous la direction technique de Tony Rudd. Elles pèsent 450 kg et leur moteur V8 à injection indirecte Lucas délivre 210 chevaux à 11000 tr/min. Il est accouplé à une boîte six vitesses.
- BRM P57 privée

Maurice Trintignant a engagé sa propre BRM P57, avec laquelle il a récemment remporté la course de côte du Mont Ventoux. Pesant 475 kg, elle est équipée d'un moteur V8 à injection d'une puissance de 200 chevaux et d'une boîte de vitesses à cinq rapports.
- Brabham BT7 "Usine"

Jack Brabham et Dan Gurney sont au volant de leurs habituelles Brabham BT7 à châssis tubulaire et moteur V8 Climax à injection. La transmission est assurée par une boîte de vitesses Hewland à cinq rapports. Elles pèsent 470 kg à vide.
- Brabham BT11 privées

Alors que les pilotes officiels Brabham utilisent toujours leurs modèles 1963, les clients bénéficient des derniers modèles BT11, techniquement très proches, qui peuvent être équipés au choix du moteur V8 Climax ou du V8 BRM. L'ancien motard britannique Bob Anderson a équipé sa BT11 d'un ancien moteur Climax à carburateurs (environ 190 chevaux) et d'une boîte cinq vitesses Hewland, Joseph Siffert ayant quant à lui opté pour le V8 BRM associé à une boîte six vitesses Colotti.
- Ferrari 158 "Usine"

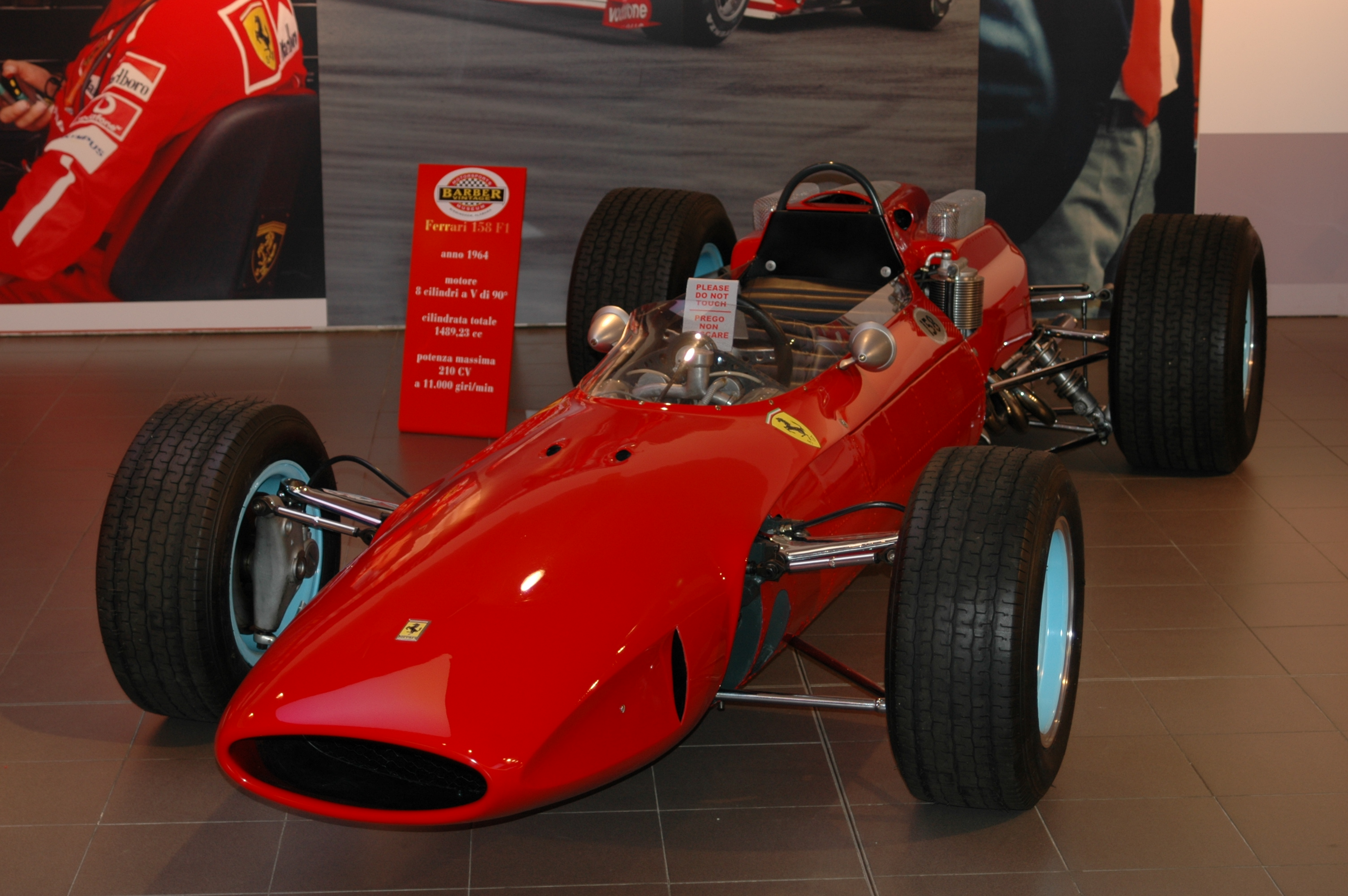
La Ferrari 158 F1 ; transféré à côté de l'arceau, le filtre à carburant est nettement visible.

La Scuderia Ferrari engage deux Ferrari 158 à structure monocoque pour ses pilotes habituels John Surtees et Lorenzo Bandini. Elles sont dotées d'un moteur V8 à injection directe Bosch développant 210 chevaux à 11000 tr/min et d'une boîte de vitesses à cinq rapports. Elles pèsent 468 kg à sec. Afin de pallier les récurrents problèmes de carburation survenus par temps chaud, les filtres à carburant sont maintenant positionnés à l'extérieur du compartiment moteur.
- Cooper T73 "Usine"

Le constructeur de Surbiton a préparé deux T73 à moteur V8 Climax à injection pour Bruce McLaren et Phil Hill. Pesant 460 kg à sec, ces monoplaces à châssis tubulaire sont dotées d'une boîte six vitesses conçue et réalisée en interne. La nouvelle suspension arrière inaugurée par McLaren à Spa-Francorchamps ayant donné toute satisfaction, la monoplace de Hill en est désormais également équipée. Un modèle T66 de la saison précédente fait office de mulet.
- BRP MK2 "Usine"

Le British Racing Partnership aligne deux Mk2 pour Innes Ireland et Trevor Taylor. Ces monoplaces à structure monocoque utilisent un moteur V8 BRM à injection accouplé à une boîte six vitesses. Elles pèsent environ 475 kg à vide.

## Coureurs inscrits
| no | Pilote                     | Écurie                      | Constructeur | Modèle       | N° châssis | Moteur                        | Pneumatiques |
| -- | -------------------------- | --------------------------- | ------------ | ------------ | ---------- | ----------------------------- | ------------ |
| 2  | Jim Clark                  | Team Lotus                  | Lotus        | Lotus 25C    | 25 R6      | Coventry Climax FWMV MkIII V8 | D            |
| 2T | Jim Clark                  | Team Lotus                  | Lotus        | Lotus 33     | 33 R8      | Coventry Climax FWMV MkIII V8 | D            |
| 4  | Peter Arundell             | Team Lotus                  | Lotus        | Lotus 25B    | 25 R4      | Coventry Climax FWMV MkIII V8 | D            |
| 8  | Graham Hill                | Owen Racing Organisation    | BRM          | BRM P261     | 2615       | BRM P60 V8                    | D            |
| 8T | Graham Hill                | Owen Racing Organisation    | BRM          | BRM P261     | 2614       | BRM P60 V8                    | D            |
| 10 | Richie Ginther             | Owen Racing Organisation    | BRM          | BRM P261     | 2613       | BRM P60 V8                    | D            |
| 12 | Bruce McLaren              | Cooper Car Company          | Cooper       | Cooper T73   | F1-1-64    | Coventry Climax FWMV MkIII V8 | D            |
| 14 | Phil Hill                  | Cooper Car Company          | Cooper       | Cooper T73   | F1-2-64    | Coventry Climax FWMV MkIII V8 | D            |
| 16 | Innes Ireland              | British Racing Partnership  | BRP          | BRP MkII     | BRP/2-64   | BRM P56 V8                    | D            |
| 18 | Trevor Taylor              | British Racing Partnership  | BRP          | BRP MkII     | BRP/3-64   | BRM P56 V8                    | D            |
| 20 | Jack Brabham               | Brabham Racing Organisation | Brabham      | Brabham BT7  | F1-2-63    | Coventry Climax FWMV MkIII V8 | D            |
| 22 | Dan Gurney                 | Brabham Racing Organisation | Brabham      | Brabham BT7  | F1-1-63    | Coventry Climax FWMV MkIII V8 | D            |
| 24 | John Surtees               | SpA Ferrari SEFAC           | Ferrari      | Ferrari 158  | 158/0006   | Ferrari 205B V8               | D            |
| 26 | Lorenzo Bandini            | SpA Ferrari SEFAC           | Ferrari      | Ferrari 158  | 158/0005   | Ferrari 205B V8               | D            |
| 28 | Maurice Trintignant        | Privé                       | BRM          | BRM P57      | 5781       | BRM P56 V8                    | D            |
| 30 | Joseph Siffert             | Siffert Racing Team         | Brabham      | Brabham BT11 | F1-6-64    | BRM P56 V8                    | D            |
| 32 | Bob Anderson               | DW Racing Enterprises       | Brabham      | Brabham BT11 | F1-5-64    | Coventry Climax FWMV MkI V8   | D            |
| 34 | Chris Amon                 | Reg Parnell Racing          | Lotus        | Lotus 25     | 25 R3      | BRM P56 V8                    | D            |
| 36 | Mike Hailwood Peter Revson | Reg Parnell Racing          | Lotus        | Lotus 25     | 25 R7      | BRM P56 V8                    | D            |

## Qualifications
Deux séances qualificatives sont programmées, le jeudi et le vendredi précédant la course.

### Première séance - jeudi 25 juin
Les premiers essais se déroulent en fin d'après midi le jeudi, sous un ciel partiellement couvert. John Surtees et Lorenzo Bandini ne peuvent y participer, leurs Scuderia Ferrari n'étant pas encore arrivées. Retenu par les qualifications du Grand Prix moto des Pays-Bas, Mike Hailwood est absent, Peter Revson  le remplaçant au sein de l'écurie Parnell pour cette première journée. Jim Clark commence la séance au volant de la Lotus 33, avant de tourner sur son habituel modèle 25, avec lequel il se montre plus rapide. Seul Dan Gurney et sa Brabham vont être en mesure de contester la supériorité du champion écossais, qui aura le dernier mot avec un tour à 181,7 km/h de moyenne, l'Américain échouant à une demi-seconde. Sur la deuxième Lotus, Peter Arundell réalise le troisième temps, deux secondes derrière son coéquipier. Sur ce circuit exigeant, beaucoup ont rencontré des problèmes mécaniques. Graham Hill a passé beaucoup de temps à parfaire la mise au point de sa BRM et n'a réalisé que le quatrième temps, juste devant Jack Brabham. Le pilote indépendant Joseph Siffert a cassé le moteur de sa Brabham et, faute de moteur de rechange, ne pourra pas participer à session du vendredi.
| Pos. | Pilote              | Écurie         | Temps        | Écart    |
| ---- | ------------------- | -------------- | ------------ | -------- |
| 1    | Jim Clark           | Lotus-Climax   | 2 min 09 s 6 |          |
| 2    | Dan Gurney          | Brabham-Climax | 2 min 10 s 1 | + 0 s 5  |
| 3    | Peter Arundell      | Lotus-Climax   | 2 min 11 s 6 | + 2 s 0  |
| 4    | Graham Hill         | BRM            | 2 min 12 s 1 | + 2 s 5  |
| 5    | Jack Brabham        | Brabham-Climax | 2 min 12 s 3 | + 2 s 7  |
| 6    | Bruce McLaren       | Cooper-Climax  | 2 min 13 s 9 | + 4 s 3  |
| 7    | Phil Hill           | Cooper-Climax  | 2 min 14 s 5 | + 4 s 9  |
| 8    | Richie Ginther      | BRM            | 2 min 14 s 6 | + 5 s 0  |
| 9    | Innes Ireland       | BRP-BRM        | 2 min 15 s 3 | + 5 s 7  |
| 10   | Trevor Taylor       | BRP-BRM        | 2 min 16 s 3 | + 6 s 7  |
| 11   | Bob Anderson        | Brabham-Climax | 2 min 17 s 4 | + 7 s 8  |
| 12   | Peter Revson        | Lotus-BRM      | 2 min 18 s 5 | + 8 s 9  |
| 13   | Joseph Siffert      | Brabham-BRM    | 2 min 23 s 6 | + 14 s 0 |
| 14   | Chris Amon          | Lotus-BRM      | 2 min 24 s 3 | + 14 s 7 |
| 15   | Maurice Trintignant | BRM            | 2 min 26 s 3 | + 16 s 7 |

### Deuxième séance - vendredi 26 juin
La séance du vendredi a lieu en fin d'après-midi, dans les mêmes conditions que la veille. Clark et Gurney se mettent à nouveau en évidence et dominent leurs adversaires, l'Américain se montrant cette fois le plus rapide. Les temps ne sont cependant pas améliorés, la piste étant par endroits maculée d'huile par les monoplaces de Formule 3 qui ont tourné auparavant. Gurney devance le champion du monde de trois dixièmes de seconde, tandis que John Surtees réalise le troisième meilleur temps, complétant la première ligne de la grille de départ. Brabham parvient à améliorer son temps et rejoint Arundell sur la deuxième ligne, reléguant Graham Hill, mécontent du comportement de sa BRM, en troisième ligne. Privé de moteur, Siffert n'a pu tourner, mais pourra cependant prendre part à la course grâce à Tim Parnell qui accepte de lui prêter le V8 BRM de réserve de son équipe.
| Pos. | Pilote              | Écurie         | Temps        | Écart    |
| ---- | ------------------- | -------------- | ------------ | -------- |
| 1    | Dan Gurney          | Brabham-Climax | 2 min 10 s 5 |          |
| 2    | Jim Clark           | Lotus-Climax   | 2 min 10 s 8 | + 0 s 3  |
| 3    | John Surtees        | Ferrari        | 2 min 11 s 1 | + 0 s 6  |
| 4    | Jack Brabham        | Brabham-Climax | 2 min 11 s 8 | + 1 s 3  |
| 5    | Peter Arundell      | Lotus-Climax   | 2 min 12 s 1 | + 1 s 6  |
| 6    | Bruce McLaren       | Cooper-Climax  | 2 min 12 s 4 | + 1 s 9  |
| 7    | Lorenzo Bandini     | Ferrari        | 2 min 12 s 8 | + 2 s 3  |
| 8    | Graham Hill         | BRM            | 2 min 12 s 9 | + 2 s 4  |
| 9    | Richie Ginther      | BRM            | 2 min 13 s 9 | + 3 s 4  |
| 10   | Innes Ireland       | BRP-BRM        | 2 min 14 s 8 | + 4 s 3  |
| 11   | Trevor Taylor       | BRP-BRM        | 2 min 14 s 9 | + 4 s 4  |
| 12   | Phil Hill           | Cooper-Climax  | 2 min 15 s 4 | + 4 s 9  |
| 13   | Mike Hailwood       | Lotus-BRM      | 2 min 16 s 2 | + 5 s 7  |
| 14   | Chris Amon          | Lotus-BRM      | 2 min 16 s 4 | + 5 s 9  |
| 15   | Bob Anderson        | Brabham-Climax | 2 min 16 s 9 | + 6 s 4  |
| 16   | Maurice Trintignant | BRM            | 2 min 21 s 5 | + 11 s 0 |

### Tableau final des qualifications
| Pos. | Pilote              | Écurie         | Temps        | Écart    | Commentaire               |
| ---- | ------------------- | -------------- | ------------ | -------- | ------------------------- |
| 1    | Jim Clark           | Lotus-Climax   | 2 min 09 s 6 |          | temps réalisé le jeudi    |
| 2    | Dan Gurney          | Brabham-Climax | 2 min 10 s 1 | + 0 s 5  | temps réalisé le jeudi    |
| 3    | John Surtees        | Ferrari        | 2 min 11 s 1 | + 1 s 5  | temps réalisé le vendredi |
| 4    | Peter Arundell      | Lotus-Climax   | 2 min 11 s 6 | + 2 s 0  | temps réalisé le jeudi    |
| 5    | Jack Brabham        | Brabham-Climax | 2 min 11 s 8 | + 2 s 2  | temps réalisé le vendredi |
| 6    | Graham Hill         | BRM            | 2 min 12 s 1 | + 2 s 5  | temps réalisé le jeudi    |
| 7    | Bruce McLaren       | Cooper-Climax  | 2 min 12 s 4 | + 2 s 8  | temps réalisé le vendredi |
| 8    | Lorenzo Bandini     | Ferrari        | 2 min 12 s 8 | + 3 s 2  | temps réalisé le vendredi |
| 9    | Richie Ginther      | BRM            | 2 min 13 s 9 | + 4 s 3  | temps réalisé le vendredi |
| 10   | Phil Hill           | Cooper-Climax  | 2 min 14 s 5 | + 4 s 9  | temps réalisé le jeudi    |
| 11   | Innes Ireland       | BRP-BRM        | 2 min 14 s 8 | + 5 s 2  | temps réalisé le vendredi |
| 12   | Trevor Taylor       | BRP-BRM        | 2 min 14 s 9 | + 5 s 3  | temps réalisé le vendredi |
| 13   | Mike Hailwood       | Lotus-BRM      | 2 min 16 s 2 | + 6 s 6  | temps réalisé le vendredi |
| 14   | Chris Amon          | Lotus-BRM      | 2 min 16 s 4 | + 6 s 8  | temps réalisé le vendredi |
| 15   | Bob Anderson        | Brabham-Climax | 2 min 16 s 9 | + 7 s 3  | temps réalisé le vendredi |
| 16   | Peter Revson        | Lotus-BRM      | 2 min 18 s 5 | + 8 s 9  | temps réalisé le jeudi    |
| 17   | Maurice Trintignant | BRM            | 2 min 21 s 5 | + 11 s 9 | temps réalisé le vendredi |
| 18   | Joseph Siffert      | Brabham-BRM    | 2 min 23 s 6 | + 14 s 0 | temps réalisé le jeudi    |

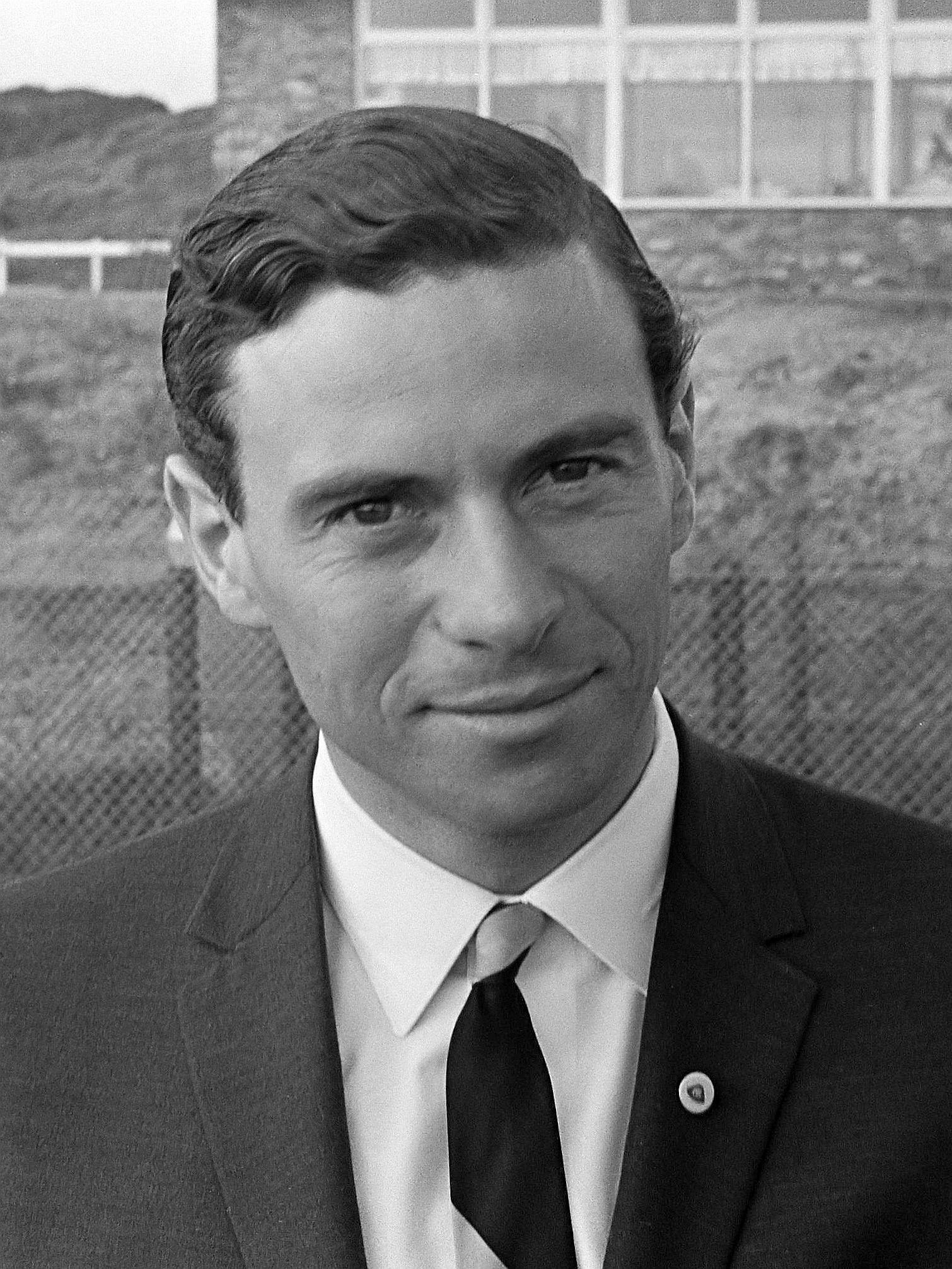
Jim Clark, le plus rapide des essais qualificatifs.

- Note : Le seizième temps obtenu par Peter Revson ne lui est pas officiellement attribué, ayant été réalisé sur la voiture de Mike Hailwood.

## Grille de départ du Grand Prix
| 1re ligne | Pos. 1                   |                              | Pos. 2                      |                               | Pos. 3                       |
|           | Clark Lotus 2 min 09 s 6 |                              | Gurney Brabham 2 min 10 s 1 |                               | Surtees Ferrari 2 min 11 s 1 |
| 2e ligne  |                          | Pos. 4                       |                             | Pos. 5                        |                              |
|           |                          | Arundell Lotus 2 min 11 s 6  |                             | Brabham 2 min 11 s 8          |                              |
| 3e ligne  | Pos. 6                   |                              | Pos. 7                      |                               | Pos. 8                       |
|           | G. Hill BRM 2 min 12 s 1 |                              | McLaren Cooper 2 min 12 s 4 |                               | Bandini Ferrari 2 min 12 s 8 |
| 4e ligne  |                          | Pos. 9                       |                             | Pos. 10                       |                              |
|           |                          | Ginther BRM 2 min 13 s 9     |                             | P. Hill Cooper 2 min 14 s 5   |                              |
| 5e ligne  | Pos. 11                  |                              | Pos. 12                     |                               | Pos. 13                      |
|           | Ireland BRP 2 min 14 s 8 |                              | Taylor BRP 2 min 14 s 9     |                               | Hailwood Lotus 2 min 16 s 2  |
| 6e ligne  |                          | Pos. 14                      |                             | Pos. 15                       |                              |
|           |                          | Amon Lotus 2 min 16 s 4      |                             | Anderson Brabham 2 min 16 s 9 |                              |
| 7e ligne  |                          | Pos. 16                      |                             | Pos. 17                       |                              |
|           |                          | Trintignant BRM 2 min 21 s 5 |                             | Siffert Brabham 2 min 23 s 6  |                              |

- Note : Ayant cassé son moteur BRM durant la première séance d'essais, Jo Siffert prendra le départ avec un moteur identique prêté par l'écurie Reg Parnell Racing[14].

## Déroulement de la course

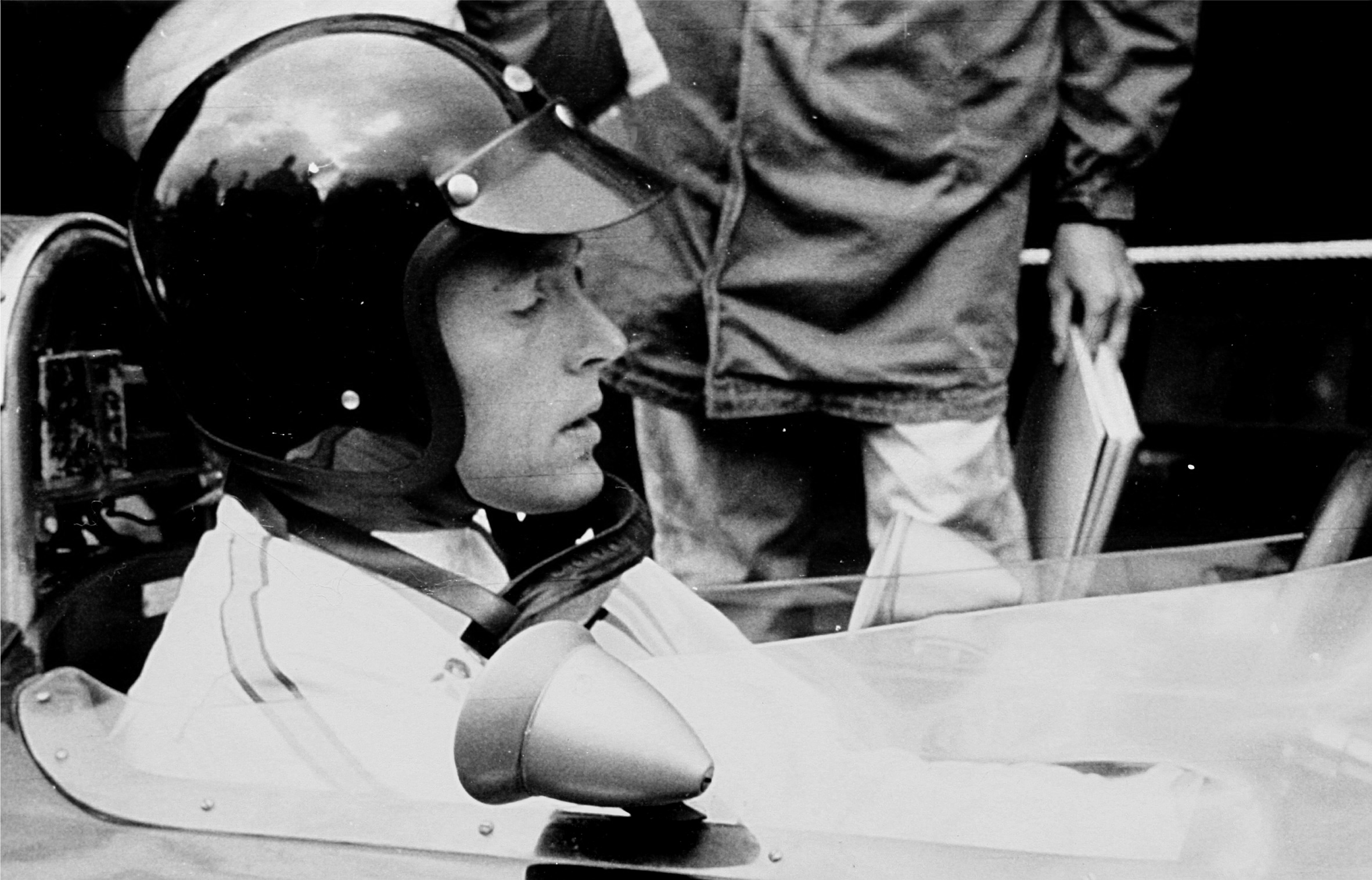
Malchanceux à Spa-Francorchamps, Dan Gurney a pris une éclatante revanche à Rouen.

Il fait chaud le dimanche de la course, mais le temps se couvre en début d'après-midi, sans risque de pluie. Pas entièrement satisfait du moteur monté sur sa Lotus 33, Jim Clark préfère utiliser son habituelle Lotus 25 pour la course. N'ayant pas tourné la veille, les pilotes sont autorisés à accomplir quelques tours de reconnaissance, avant de se placer sur la pré-grille. C'est alors que l'on découvre une fuite d'huile sur la monoplace de Clark et ses mécaniciens doivent en dernière minute remplacer un joint de couvre culasse du moteur Climax. Il parvient néanmoins à prendre à temps sa place sur la première ligne et, au baisser de drapeau, réalise un très bon départ, prenant d'emblée une longueur d'avance sur la Brabham de Dan Gurney et la Ferrari de John Surtees. Le trio se détache du reste du peloton et repasse dans cet ordre à la fin du premier tour, Clark comptant une seconde d'avance sur Gurney et deux sur Surtees. Jack Brabham est à quatre secondes. Il précède la Cooper de Phil Hill, bien mieux parti que coéquipier Bruce McLaren qui a effectué un tête-à-queue au virage de la Scierie, chutant à la dernière place avec en outre une soupape endommagée par le surrégime provoqué alors. Clark creuse légèrement l'écart sur Gurney, tandis que Surtees doit s'arrêter au stand à la fin du troisième tour, conduite d'huile cassée. Il repartira attardé et abandonnera peu après. Alors sixième sur sa BRM, Graham Hill a fait un tête-à-queue au même endroit que McLaren, perdant sept places. À deux secondes de Clark, Gurney semble alors le seul à pouvoir rivaliser avec le champion du monde, mais après quelques tours effectués dans des temps record le pilote écossais creuse inexorablement l'écart sur son adversaire américain. Au dixième passage devant les stands, neuf secondes séparent les deux premiers. Troisième, Brabham compte déjà plus d'une demi-minute de retard. Sur la deuxième Lotus, Peter Arundell a dépossédé Phil Hill de la quatrième place, ce dernier étant en passe d'être rattrapé par Graham Hill, auteur d'une belle remontée, tout comme McLaren, revenu en septième position malgré un moteur ayant perdu de sa puissance. Ayant porté le record du tour à 177 km/h de moyenne, Clark va ensuite contrôler son avance sur Gurney, les deux hommes ayant nettement distancé les autres concurrents. Tandis que Brabham, toujours troisième, se maintient dix secondes devant Arundell, Graham Hill a dépassé Phil Hill, en proie à des problèmes de freins, et revient rapidement sur son compatriote, tandis que sur la deuxième BRM Richie Ginther est repassé devant McLaren. Au quart de la course, l'écart entre les deux premiers est de onze secondes, Brabham, troisième, étant à plus d'une demi-minute de son coéquipier Gurney. Dix secondes plus loin vient Arundell, lui-même dix secondes devant Graham Hill. Phil Hill ne peut se maintenir longtemps devant Ginther, qui le double au dix-huitième tour pour le gain de la sixième place. Graham Hill revient progressivement sur Arundell, qu'il dépasse lors du vingt-quatrième tour. Le rythme en tête s'accélère, Clark améliorant à plusieurs reprises le record du tour. À la mi-course, il a porté son avance sur Gurney à seize secondes et demie, son coéquipier Brabham étant désormais une minute derrière lui et ne compte plus que sept secondes d'avance sur Graham Hill et Arundell, qui se rapprochent dangereusement. Alors que Clark semble parfaitement contrôler la course, son moteur faiblit subitement à la fin du trentième tour et le champion écossais rejoint son stand à allure réduite. Persuadé qu'il s'agit d'une fuite d'huile, Colin Chapman demande à son pilote de tenter de finir la course. Clark repart mais n'accomplira qu'un seul tour, le mal venant d'un piston cassé.
Entre-temps, les deux Brabham, Gurney en tête, se sont installées aux deux premières places, séparées d'une minute. Jack Brabham est cependant toujours sous la menace de Graham Hill et d'Arundell, seulement cinq secondes derrière lui. L'Australien résiste du mieux qu'il peut, mais son avance se réduit progressivement. Au trente-sixième tour, Hill hausse le rythme et reprend d'un coup plus de deux secondes à son adversaire, revenant à seulement quelques longueurs. Au suivant, il s'empare sans coup férir de la deuxième place, tandis qu'Arundell est maintenant très proche de la deuxième Brabham. Ce dernier parvient cependant à rester au contact de la BRM, alors qu'Arundell est décroché. Confortablement installé en tête, Gurney peut se permettre de lever le pied, l'intérêt de la course se reportant sur le duel Hill - Brabham. Les deux hommes vont rouler groupés jusqu'à la fin. Malgré tous ses efforts et un record du tour à 179,2 km/h de moyenne, Brabham ne va jamais parvenir à reprendre la seconde place à son adversaire. Deux ans après sa première victoire en championnat sur ce même circuit, Gurney s'impose une nouvelle fois à Rouen, devant Hill et Brabham  qui terminent roues dans roues, loin devant Arundell et Ginther.

### Classements intermédiaires
Classements intermédiaires des monoplaces aux premier, troisième, cinquième, septième, dixième, quinzième, vingtième, vingt-cinquième, trentième, trente-cinquième, quarantième et cinquantième tours,.

### Classement de la course

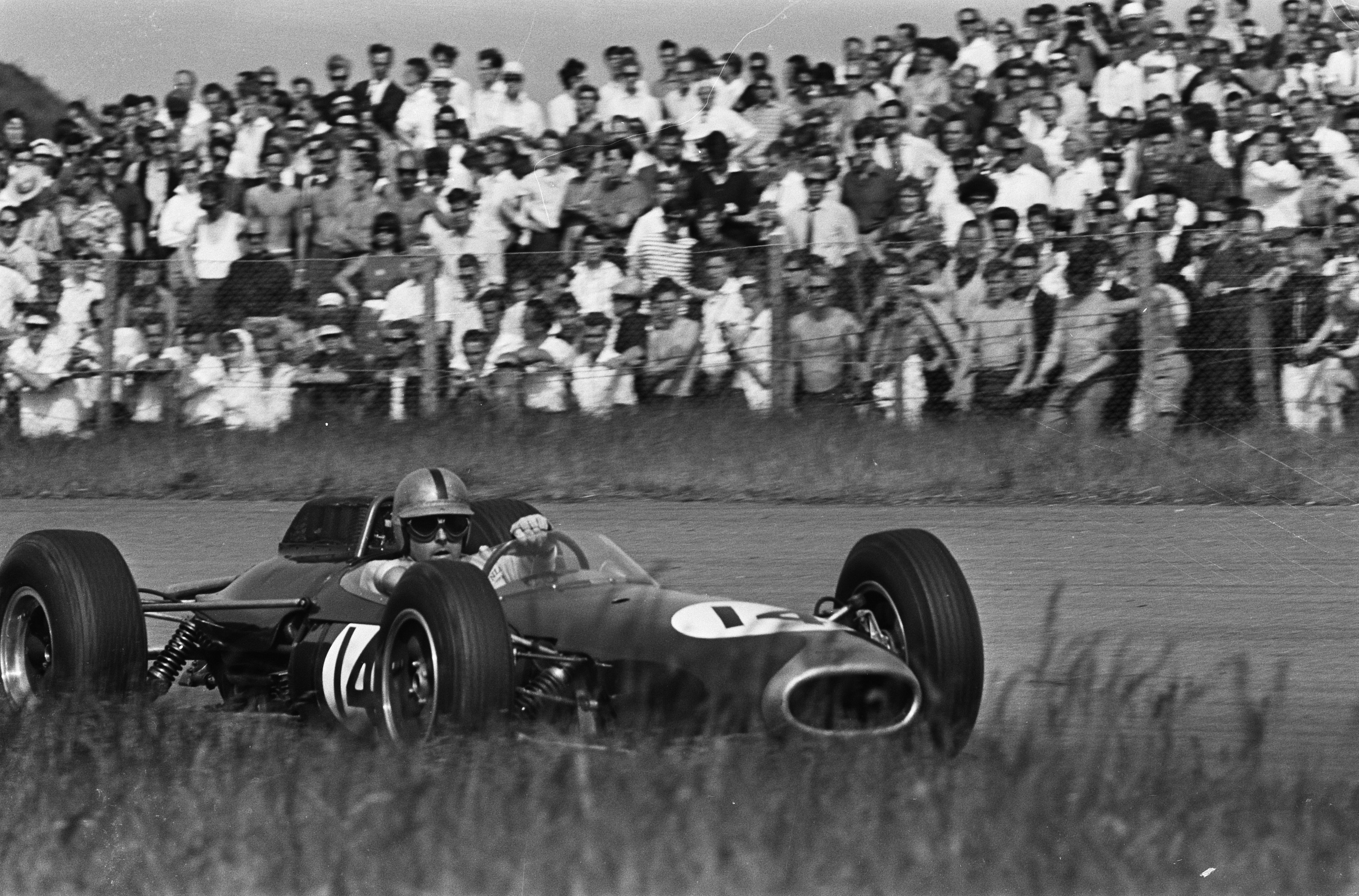
Premier succès en championnat du monde pour la marque Brabham ; le pilote-constructeur (vu ici sur sa BT7) a terminé troisième de la course remportée par son coéquipier Dan Gurney.

| Pos  | N° | Pilote              | Écurie         | Tours | Temps/Abandon                      | Grille | Points |
| ---- | -- | ------------------- | -------------- | ----- | ---------------------------------- | ------ | ------ |
| 1    | 22 | Dan Gurney          | Brabham-Climax | 57    | 2 h 07 min 49 s 1                  | 2      | 9      |
| 2    | 8  | Graham Hill         | BRM            | 57    | 2 h 08 min 13 s 2 (+ 24 s 1)       | 6      | 6      |
| 3    | 20 | Jack Brabham        | Brabham-Climax | 57    | 2 h 08 min 14 s 0 (+ 24 s 9)       | 5      | 4      |
| 4    | 4  | Peter Arundell      | Lotus-Climax   | 57    | 2 h 08 min 59 s 7 (+ 1 min 10 s 6) | 4      | 3      |
| 5    | 10 | Richie Ginther      | BRM            | 57    | 2 h 10 min 01 s 2 (+ 2 min 12 s 1) | 9      | 2      |
| 6    | 12 | Bruce McLaren       | Cooper-Climax  | 56    | 2 h 07 min 55 s 5 (+ 1 tour)       | 7      | 1      |
| 7    | 14 | Phil Hill           | Cooper-Climax  | 56    | 2 h 08 min 32 s 1 (+ 1 tour)       | 10     |        |
| 8    | 36 | Mike Hailwood       | Lotus-BRM      | 56    | 2 h 09 min 09 s 9 (+ 1 tour)       | 13     |        |
| 9    | 26 | Lorenzo Bandini     | Ferrari        | 55    | 2 h 08 min 11 s 8 (+ 2 tours)      | 8      |        |
| 10   | 34 | Chris Amon          | Lotus-BRM      | 53    | 2 h 09 min 11 s 0 (+ 4 tours)      | 14     |        |
| 11   | 28 | Maurice Trintignant | BRM            | 52    | 2 h 08 min 29 s 2 (+ 5 tours)      | 16     |        |
| 12   | 32 | Bob Anderson        | Brabham-Climax | 50    | 2 h 08 min 48 s 7 (+ 7 tours)      | 15     |        |
| Abd. | 16 | Innes Ireland       | BRP-BRM        | 32    | Accident                           | 11     |        |
| Abd. | 2  | Jim Clark           | Lotus-Climax   | 31    | Casse moteur                       | 1      |        |
| Abd. | 24 | John Surtees        | Ferrari        | 6     | Casse moteur                       | 3      |        |
| Abd. | 18 | Trevor Taylor       | BRP-BRM        | 6     | Accident                           | 12     |        |
| Abd. | 30 | Jo Siffert          | Brabham-BRM    | 4     | Embrayage                          | 17     |        |
| Np.  | 36 | Peter Revson        | Lotus-BRM      |       | Non partant                        |        |        |

Légende:
- Abd.=Abandon

### Pole position et record du tour
- Pole position :  Jim Clark en 2 min 09 s 6 (vitesse moyenne : 181,722 km/h). Temps réalisé lors de la séance d'essais du jeudi 25 juin[1].
- Meilleur tour en course :  Jack Brabham en 2 min 11 s 4 au 44e tour (vitesse moyenne : 179,233 km/h).

#### Évolution du record du tour en course
Le meilleur tour fut amélioré onze fois au cours de l'épreuve.

### Tours en tête
- Jim Clark : 30 tours (1-30)
- Dan Gurney : 27 tours (31-57)

## Classement général à l'issue de la course
- Attribution des points : 9, 6, 4, 3, 2, 1 respectivement aux six premiers de chaque épreuve.
- Pour la coupe des constructeurs, même barème et seule la voiture la mieux classée de chaque équipe inscrit des points.
- Seuls les six meilleurs résultats sont comptabilisés.
- Le règlement permet aux pilotes de se relayer sur une même voiture, les points éventuellement acquis étant alors perdus pour pilotes et constructeur[1].

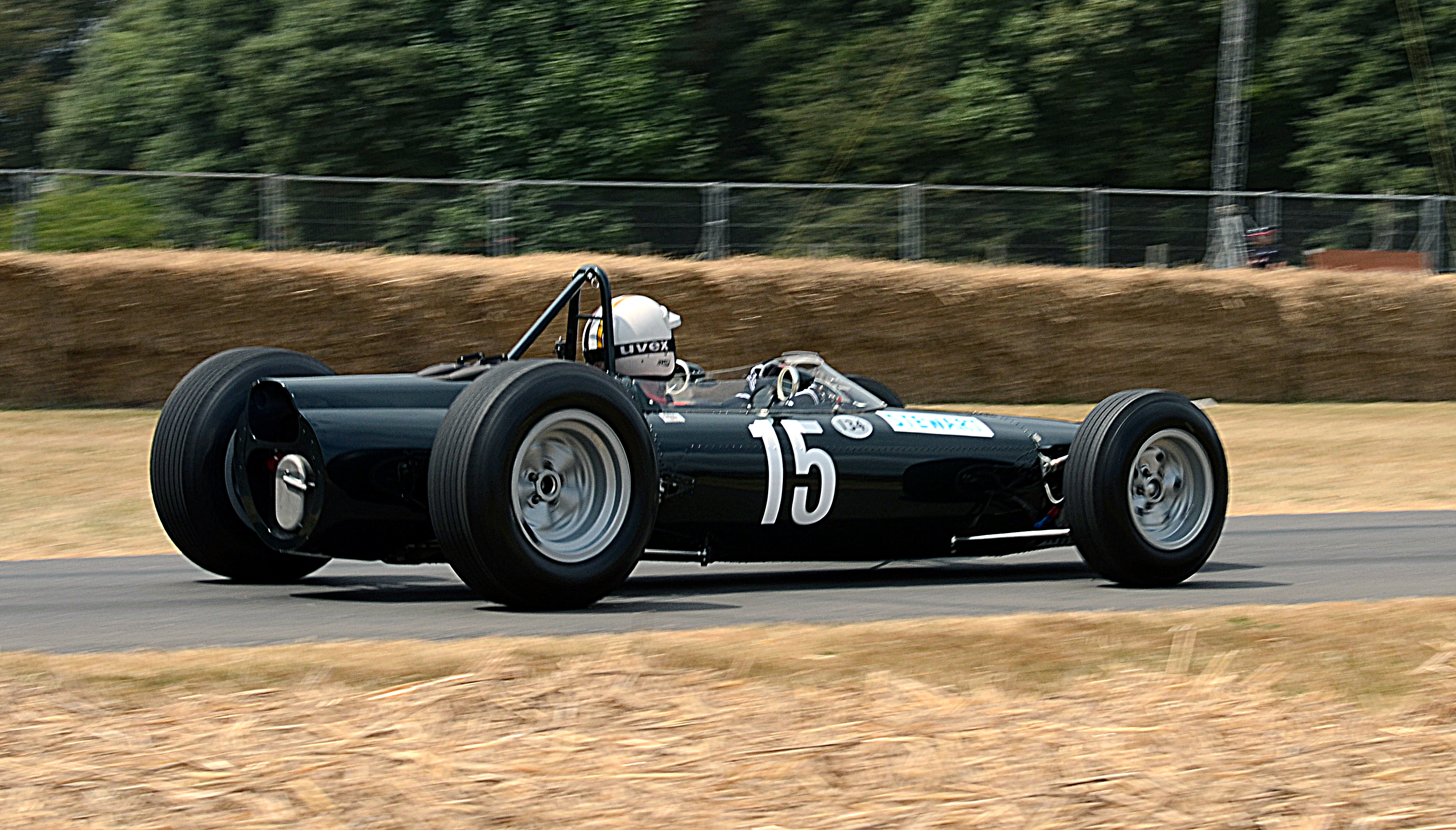
Une BRM P261 semblable à celle de Graham Hill ; deuxième du Grand Prix de France au terme d'une belle remontée, le pilote britannique est revenu à un point de Jim Clark au classement provisoire du championnat.

| Pos. | Pilote         | Écurie  | Points | MON | NL | BEL | FRA | GBR | ALL | AUT | ITA | USA | MEX |
| ---- | -------------- | ------- | ------ | --- | -- | --- | --- | --- | --- | --- | --- | --- | --- |
| 1    | Jim Clark      | Lotus   | 21     | 3   | 9  | 9   | -   |     |     |     |     |     |     |
| 2    | Graham Hill    | BRM     | 20     | 9   | 3  | 2   | 6   |     |     |     |     |     |     |
| 3    | Richie Ginther | BRM     | 11     | 6   | -  | 3   | 2   |     |     |     |     |     |     |
|      | Peter Arundell | Lotus   | 11     | 4   | 4  | -   | 3   |     |     |     |     |     |     |
| 5    | Dan Gurney     | Brabham | 10     | -   | -  | 1   | 9   |     |     |     |     |     |     |
| 6    | Jack Brabham   | Brabham | 8      | -   | -  | 4   | 4   |     |     |     |     |     |     |
| 7    | Bruce McLaren  | Cooper  | 7      | -   | -  | 6   | 1   |     |     |     |     |     |     |
| 8    | John Surtees   | Ferrari | 6      | -   | 6  | -   | -   |     |     |     |     |     |     |
| 9    | Joakim Bonnier | Cooper  | 2      | 2   | -  | -   | -   |     |     |     |     |     |     |
|      | Chris Amon     | Lotus   | 2      | -   | 2  | -   | -   |     |     |     |     |     |     |
| 11   | Mike Hailwood  | Lotus   | 1      | 1   | -  | -   | -   |     |     |     |     |     |     |
|      | Bob Anderson   | Brabham | 1      | -   | 1  | -   | -   |     |     |     |     |     |     |

| Pos. | Écurie         | Points | MON | NL | BEL | FRA | GBR | ALL | AUT | ITA | USA | MEX |
| ---- | -------------- | ------ | --- | -- | --- | --- | --- | --- | --- | --- | --- | --- |
| 1    | Lotus-Climax   | 25     | 4   | 9  | 9   | 3   |     |     |     |     |     |     |
| 2    | BRM            | 21     | 9   | 3  | 3   | 6   |     |     |     |     |     |     |
| 3    | Brabham-Climax | 14     | -   | 1  | 4   | 9   |     |     |     |     |     |     |
| 4    | Cooper-Climax  | 9      | 2   | -  | 6   | 1   |     |     |     |     |     |     |
| 5    | Ferrari        | 6      | -   | 6  | -   | -   |     |     |     |     |     |     |
| 6    | Lotus-BRM      | 3      | 1   | 2  | -   | -   |     |     |     |     |     |     |

## À noter
- 2e victoire en championnat du monde pour Dan Gurney.
- 1re victoire en championnat du monde pour Brabham en tant que constructeur.
- 32e victoire en championnat du monde pour Climax en tant que motoriste.
- 8e de la course au volant de la Lotus de l'équipe Parnell, Mike Hailwood avait remporté la veille le Grand Prix moto des Pays-Bas en catégorie 500 cm3 sur MV Agusta[16].